# 43-я церемония «Грэмми»
43-я церемония вручения премий «Грэмми» состоялась 21 февраля 2001 года в Стэйплс-центр, Лос-Анджелес. Группа Steely Dan победила в трёх номинациях, включая Альбом года за их диск Two Against Nature. Также три награды получила группа U2, в том числе за Запись года и Песня года за сингл Beautiful Day.

## Основная категория

### Запись года
- Брайан Ино, Даниэль Лануа (продюсеры), Стив Лиллиуайт, Ричард Рейни (звукоинженеры) & U2 за сингл «Beautiful Day»
  -  «Bye Bye Bye» — ’N Sync

### Альбом года
- Уолтер Беккер[англ.], Дональд Фрейген (продюсеры), Фил Бёрнетт, Роджер Николс[англ.], Эллиот Шейнер[англ.] (звукоинженеры) & Steely Dan за альбом Two Against Nature
  -  You're the One — Пол Саймон

### Песня года
- U2 за песню «Beautiful Day» (Адам Клейтон, Дэ́вид Э́ванс, Ларри Маллен-младший, Пол Хью́сон)
  -  Марк Сандерс и Тия Силлерс за песню «I Hope You Dance», исполненную Ли Энн Вумэк

### Лучший новый исполнитель
- Шелби Линн
  -  Sisqó

## Поп

### Лучшее женское вокальное поп-исполнение
- Мэйси Грэй — «I Try»

### Лучшее мужское вокальное поп-исполнение
- Стинг — «She Walks This Earth (Soberana Rosa)»

## Рок-музыка

### Лучший женский рок-вокал
- Шерил Кроу — «There Goes the Neighborhood»

### Лучший мужской рок-вокал
- Ленни Кравиц — «Again»

### Лучшая рок-группа
- U2 — «Beautiful Day»

### Лучшая рок-песня
- Скотт Стэпп & Mark Tremonti (авторы) за песню «With Arms Wide Open» группы Creed

### Лучший рок-альбом
- Adam Kasper (звукоинженер и продюсер) & Foo Fighters (продюсеры & исполнители) за альбом There Is Nothing Left to Lose

## Альтернативная музыка

### Лучший альтернативный альбом
- Radiohead за альбом Kid A
  - Фиона Эппл — When the Pawn...
  - Бек — Midnite Vultures
  - The Cure — Bloodflowers
  - Пол Маккартни — Liverpool Sound Collage

## Рэп-музыка

### Лучшее сольное рэп-исполнение
- Эминем — «The Real Slim Shady»

### Лучший рэп-альбом
- Dr. Dre, Richard Huredia (звукоинженеры) & Эминем (продюсер и исполнитель) за альбом The Marshall Mathers LP

## Регги

### Лучший альбом регги
- Beenie Man — Art and Life

## Кантри

### Лучшее женское кантри-исполнение
- «Breathe» — Фэйт Хилл

### Лучшее мужское кантри-исполнение
- «Solitary Man» — Джонни Кэш

### Лучшее кантри-исполнение дуэтом или группой
- «Cherokee Maiden» — Asleep at the Wheel

### Лучшее вокальное кантри-исполнение дуэтом или группой
- «Let’s Make Love» — Фэйт Хилл & Тим Макгро

### Лучшая кантри-песня
- Mark D. Sanders & Tia Sillers (авторы) за песню «I Hope You Dance» в исполнении Ли Энн Вомак
  - Stephanie Bentley & Holly Lamar за Breathe (Фэйт Хилл)
  - Винс Гилл за Feels Like Love (Винс Гилл)
  - Don Cook & David Malloy за One Voice (Билли Гилман)
  - Michael Dulaney & Keith Follese за The Way You Love Me (Фэйт Хилл)

### Лучший кантри-альбом
- Байрон Гэллимор (продюсер), Julian King, Mike Shipley (звукоинженеры) & Фэйт Хилл (продюсер и артист) за альбом Breathe[англ.]
  - Винс Гилл — Let’s Make Sure We Kiss Goodbye
  - Алан Джексон — Under the Influence
  - Ли Энн Вумэк — I Hope You Dance
  - Триша Йервуд — Real Live Woman[англ.]

## Кино/ТВ/медиа
- Best Compilation Soundtrack Album for a Motion Picture, Television or Other Visual Media
  - Danny Bramson и Кэмерон Кроу (продюсеры) за саундтрек к фильму «Почти знаменит» в исполнении различных артистов